# 743
743(칠백사십삼)은 742보다 크고 744보다 작은 자연수다.

## 수학
- 132번째 소수(素數)다. 앞의 소수는 739, 다음 소수는 751이다.
  - 33번째 소피 제르맹 소수로, {\displaystyle 743\times 2+1}의 값인 1487도 소수다. 앞의 소피 제르맹 소수는 719, 다음은 761이다.

## 과학
- NGC 743: 카시오페이아자리 방향에 있는 산개성단.
- 743 오이게니지스(영어판): 소행성.

## 교통

### 철도
- 서울 지하철 7호선 신풍역의 역번호.

### 도로
- 743번 지방도: 전북특별자치도 남원시 운봉읍에서 장수군 천천면까지 이어지는 대한민국의 지방도.
- 743번 후쿠오카현도(일본어판)

## 군사
- 743 해군 항공대(영어판): 과거 존재한 영국의 해군 항공대.
- U-743(영어판, 독일어판): 제2차 세계 대전에 사용된 나치 독일의 군용 잠수함.

## 문화유산
- 대한민국의 보물 제743호: 정조필 파초도

## 기타
- 연도: 743년, 기원전 743년